# سندرم شوارتس-جمپل
سندرم شوارتس-جمپل (انگلیسی: Schwartz–Jampel syndrome) یا «SJS» یک بیماری ژنتیکی نادر است که در اثر جهش در ژن HSPG2 ایجاد می‌شود که تولیدکنندهٔ پروتئین حیاتی پرلیکن است. در این سندرم، دیسپلازی استخوانی-غضروفی و میوتونی عضلانی وجود دارد و بیماران مبتلا به این عارضهٔ ژنتیکی، تقریباً طول عمری طبیعی دارند.
این بیماری نخستین بار در سال ۱۹۶۲ میلادی توسط دو پزشک به‌نام‌های «اسکار شوارتس» و «رابرت جمپل» توصیف شد.
پژوهش‌هایی بر روی ارتباطِ این بیماری با پروتئین پرلیکن انجام شده‌است.